# Bosmal Cabrio
De Bosmal Cabrio is een op de Fiat 126 gebaseerde cabriolet, ontworpen door het Poolse bedrijf BOSMAL en deels geproduceerd door dit bedrijf vanaf 1994. Op sommige markten werd het model aangeboden als Polski Fiat of Fiat 126p Cabrio.

## Geschiedenis
De Bosmal Cabrio was een van twee serieproductiecabriolets op basis van de Fiat 126. In tegenstelling tot andere cabrio's op basis van de Fiat 126 was het geen achteraf aangepast productiemodel, maar was het een ontwerp ontwikkeld en deels vervaardigd door BOSMAL in Bielsko-Biała.
Bij afwezigheid van een dakconstructie die voor stijfheid zorgt, werden bij de Cabrio de bodemplaat, stijlen en dorpels verstevigd en kreeg de auto een rolbeugel. Deze verstevigingselementen werden geproduceerd door BOSMAL, waar ook de montage en afwerking van de auto uitgevoerd werden. De rest van de productie vond plaats bij FSM. Het was mogelijk om kuipstoelen en een tot 30 pk opgevoerde motor te bestellen. De verkoop van van de auto's liep via BOSMAL, de wachttijd voor een besteld exemplaar varieerde van drie tot zes maanden. De Cabrio was leverbaar in de kleuren wit en rood.
De standaarduitvoering werd aangedreven door een viertakt benzinemotor met een cilinderinhoud van 652 cm³ en een vermogen van 24 pk bij 4500 tpm, waarmee een topsnelheid van 105 km/u en een acceleratie van 0 naar 100 km/u in 52 seconden mogelijk was. Via een handgeschakelde vierversnellingsbak werden de achterwielen aangedreven. Het opgegeven verbruik was 6,8 l/100 km, de bagageruimte had een inhoud van 100 dm³.
De productie begon kort na de val van het communisme in Polen, toen daar de auto's uit West-Europa beschikbaar kwamen. Om deze reden was de Bosmal Cabrio weinig populair in Polen, waar vanaf dat moment uit het buitenland geïmporteerde gebruikte voertuigen als meer prestigieus werden beschouwd. Om deze reden ging het grootste deel van de productie naar West-Europa, naar consumenten die liever een goedkope nieuwe auto kochten in plaats van een gebruikt voertuig.
Een totaal van 507 exemplaren werd geproduceerd, waarvan er circa 400 zijn geëxporteerd.

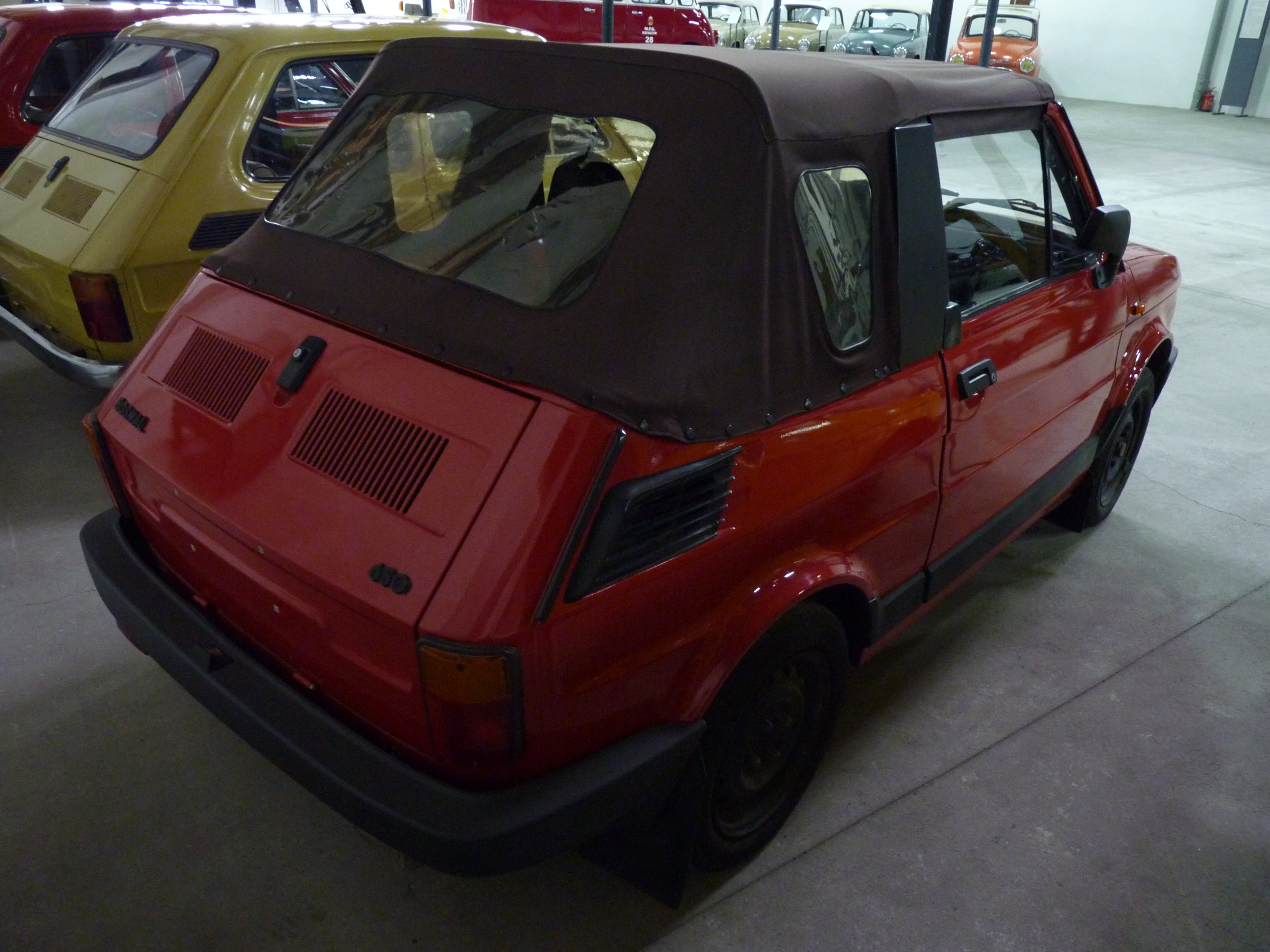
gesloten dak
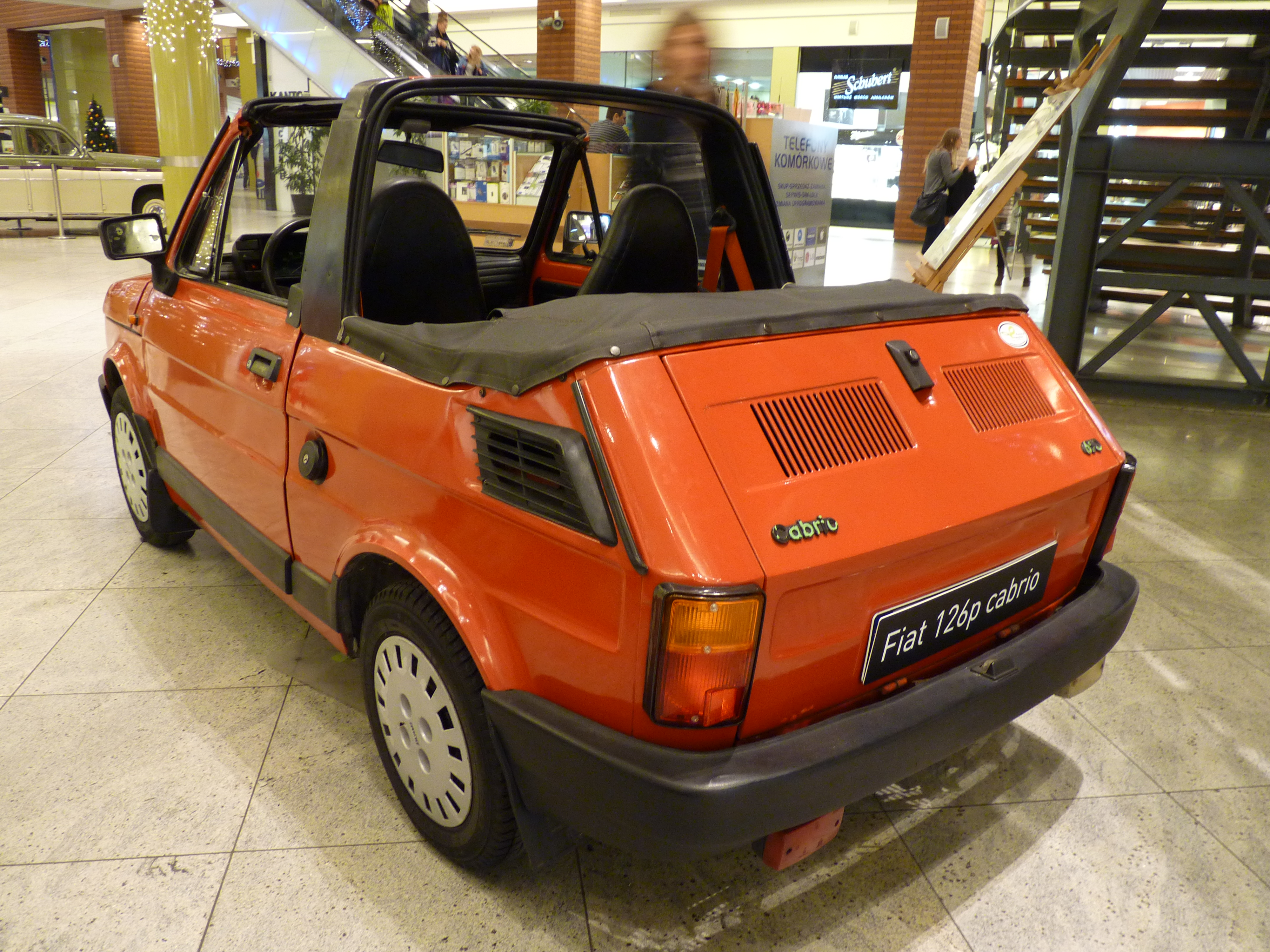
geopend dak
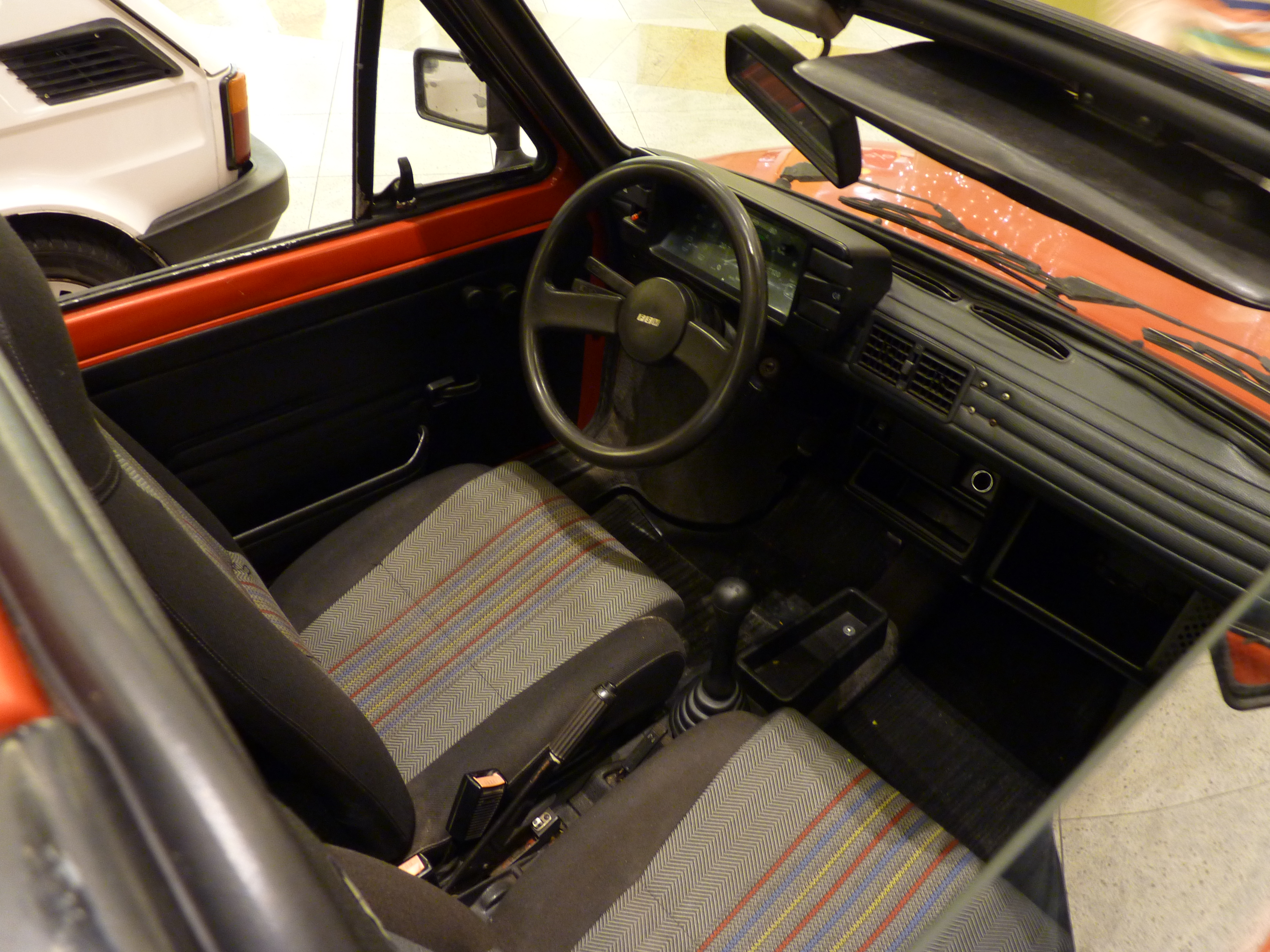
interieur